# Élections législatives grecques de 1974
 (juin 2018).
Si vous disposez d'ouvrages ou d'articles de référence ou si vous connaissez des sites web de qualité traitant du thème abordé ici, merci de compléter l'article en donnant les références utiles à sa vérifiabilité et en les liant à la section « Notes et références ».
Les élections législatives grecques de 1974 ont eu lieu le 17 novembre 1974, pendant le Metapolítefsi (la transition démocratique), afin d'élire les 300 députés du Parlement grec. Ce sont les premières élections législatives en Grèce depuis la fin du régime des colonels.
La participation est de 79,1 %. Nouvelle Démocratie remporte ces élections avec 54,4 % des suffrages, soit 220 sièges, tandis que l'Union du centre - Forces nouvelles (en) arrive en seconde position en obtenant 20,4 % des suffrages et 60 sièges. 